# Куриши, Нурредин
Нурредин (Нордин) Абдалла Куриши (араб. نور الدين قريشي‎; фр. Noureddine Kourichi; 12 апреля 1954, Острикур, Франция) — алжирский футболист и тренер, играл на позиции защитника.
Куриши родился во Франции и провёл большую часть своей футбольной карьеры в различных французских клубах: «Мант», «Валансьен», «Бордо», «Лилль» и «Байё».
Работал тренером любительского клуба «Сюрен», резервной команды клуба «Париж», клуба пятого дивизиона «Мант», помощником Вахида Халилходжича в сборной Алжира.

## Достижения

### Со сборной Алжира
- Участник Чемпионатов мира: 1982 года в Испании и 1986 года в Мексике

## Интересные факты
- Принимал участие в юбилейном матче Роже Миллы против сборной Камеруна 2 января 1988 года.